# 小阿默河

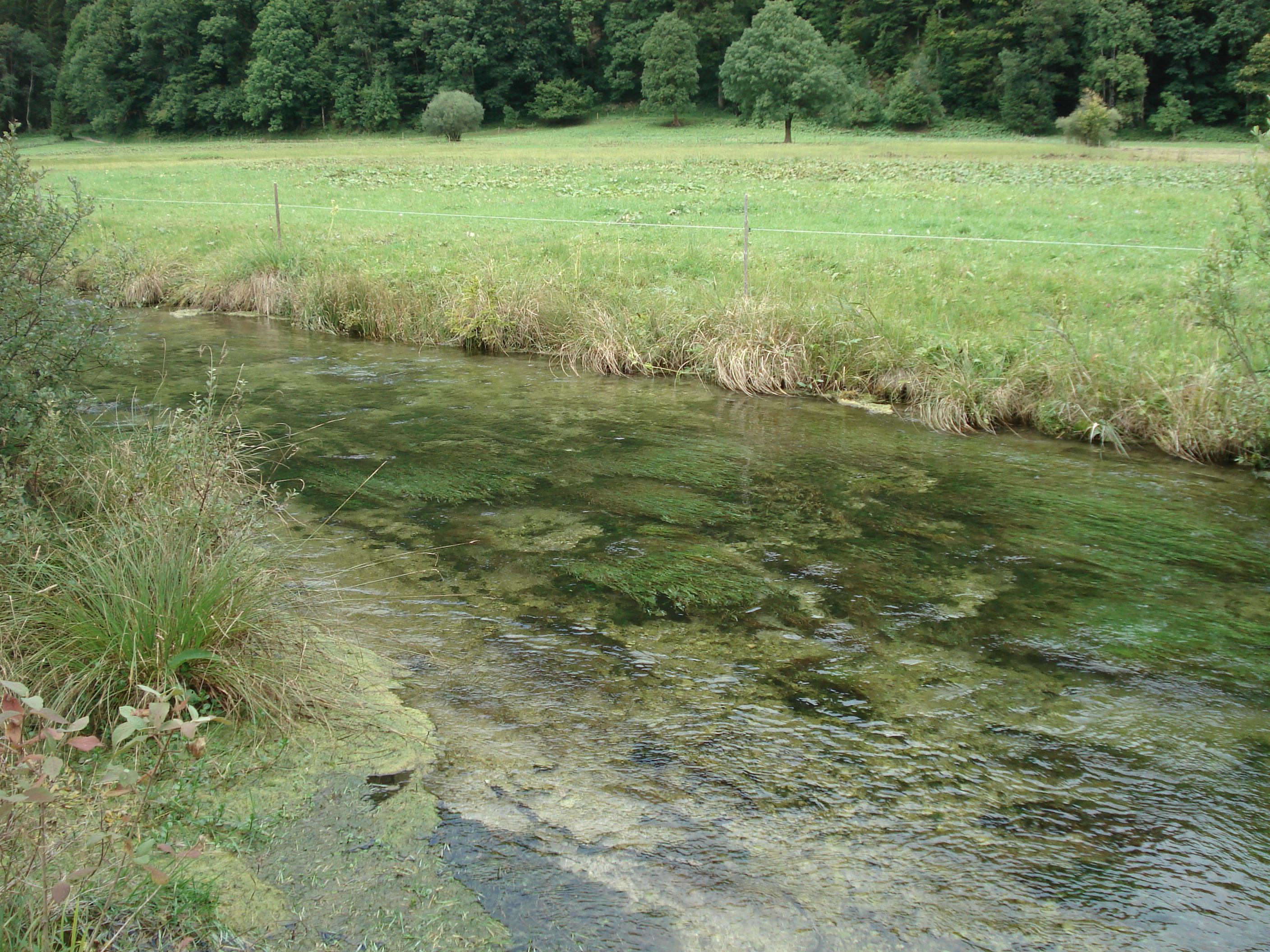

47°34′58.43″N 11°4′21.56″E / 47.5828972°N 11.0726556°E
小阿默河（德語：Kleine Ammer），是德國的河流，位於該國東南部，由巴伐利亞負責管轄，屬於安珀河的左支流，河道全長3公里，流經加米施-帕滕基興縣。